# ユ・ジュンサン

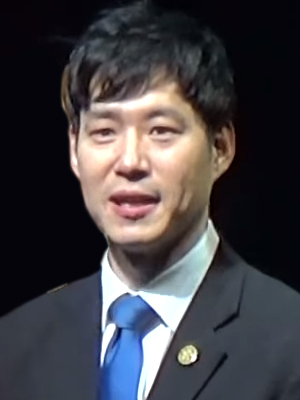
2015年

ユ・ジュンサン（朝: 유 준상、1969年11月28日 - ）は、韓国の映画、テレビおよびミュージカル俳優。身長180cm、血液型はO型。本貫は江陵劉氏。
趣味は楽器演奏。妻はホン・ウニ。

## 出演作品

### テレビドラマ
- 北の駅から（第2部）（1996年、MBC） - パク・シニョン役
- ウエディング・ドレス（1997年-1998年、KBS） - ミンウ役
- 白夜（1998年、SBS） - キム・ジンソク役
- 魔法の城（1999年、KBS） - イ・プンジン役
- グッバイ・マイ・ラブ（1999年、MBC） - カン・デホ役
- 恋歌（1999年、KBS） - キム・イチョル／ガム、トポリ役
- 太陽がいっぱい（2000年-2001年、KBS） - カン・ミンギ役
- 人生は美しい（2001年、KBS） - ナム・ジョンウ役
- 情～愛よりも深く～（2002年、SBS） - チョ・ビョンス役
- 結婚したい女（2004年、MBC） - シン・ジュノ役
- 名家の娘ソヒ（2004年-2005年、SBS） - キム・ギルサン役
- ヨンジェの全盛時代（2005年-2006年、MBC） - オム・ジュンソ役
- 江南ママの教育戦争（2007年、SBS） - ソン・サンウォン役
- 棚ぼたのあなた（2012年、KBS） - パン・グィナム／テリー・カン役
- 私の10年の秘密（2013年、SBS） - ホン・ギョンドゥ役
- 星から来たあなた（2013年-2014年、SBS） - ユ課長役
- 風の便りに聞きましたけど!?（2015年、SBS） - ハン・ジョンホ役
- 交渉人（2016年、tvN） - ユン・ヒソン役
- レディの品格（2016年、MBC） - イ・ムンハン役
- 操作～隠された真実～（2017年、SBS） - イ・ソクミン役
- がんばれ!プンサン（2019年、KBS） - イ・プンサン役
- 優雅な友達（2020年、JTBC） - アン・グンチョル役
- 悪霊狩猟団: カウンターズ（2020年、OCN） - カ・モタク役
- ペントハウス2（2021年、SBS） - チョン・ドゥマン役
- 還魂（2022年、tvN） - パク・ジン役
- 旅屋おかえり（2023年、ENM） - オ・サンシク役[2]
- 悪霊狩猟団: カウンターズ2 カウンターパンチ (2023) - カ・モタク役

### 映画
- 3人のアンヌ（2012年）
- フィスト・オブ・レジェンド（2013年）
- 罪深き少年たち（2023年）